# Srīvardhan
Srīvardhan är en ort i Indien.   Den ligger i distriktet Raigarh och delstaten Maharashtra, i den sydvästra delen av landet, 1 300 km söder om huvudstaden New Delhi. Srīvardhan ligger 14 meter över havet och antalet invånare är 15 279.
Terrängen runt Srīvardhan är kuperad österut, men åt nordväst är den platt. Havet är nära Srīvardhan åt sydväst. Runt Srīvardhan är det ganska tätbefolkat, med 166 invånare per kvadratkilometer. Srīvardhan är det största samhället i trakten.